# Eve Jeffers
Eve Jihan Jeffers, (født 10. november 1978) bedre kendt som Eve er en amerikansk Grammy Award-vindende rapper, pladeproducent og skuespiller. Hendes første tre albums har solgt over 8 millioner eksemplarer på verdensplan. Hun har også opnået succes i mode med sin tøjkollektion, Fetish. Hun er den konstituerende vinder af Grammy for Bedste rap/sung-samarbejde i 2002 for sangen "Let Me Blow Ya Mind" med Gwen Stefani. Eve var nummer 48 på VH1'S liste "50 Greatest Women Of The Video Era".
Som skuespiller er Eve bedst kendt for sine roller som Terri Jones i filmene Barbershop og Barbershop 2: Back in Business og som Shelley Williams i tv-sitcommen Eve på UPN.

## Tidlige liv
Eve blev født i Philadelphia, Pennsylvania , datter af Julia Wilch-Jeffers, et forlagsvejleder, og Jerry Jeffers, en kemisk fabrik vejleder.  Hun tog navnet Gangsta i gymnasiet som led i en kvindelige gruppe kaldet EDGP (udtales "Egypt").
I sine tidlige år i Philadelphia, blev hun uddannet på Martin Luther King High School. Eves første musikalske interesse var sang. Hun sang i mange kor og endda dannet en kvindelige sanggrup (Dope Girl Posse eller DGP) med en manager. Denne gruppe omfattede sange fra En Vogue og Color Me Badd. Gruppens chef foreslog, at gruppen skal rappe efter at have set ABC, og Eva holdt fast i det. Hun gik på at danne en rap gruppe. Efter gruppens splittelse, begyndte Eve arbejder på en solokarriere under navnet "Eve of Destruction". Eve flyttede fra L.A. til New York City.
Eve medvirker (sammen med Erykah Badu) på sangen "You Got Me" af The Roots på deres album Things Fall Apart fra 1999. Sangen vandt en Grammy Award i 2000, som skulle have været Eves første. Også i 1999 medvirkede hun på Princes album Rave Un2 The Joy Fantastic, og hun var co-stjerne på til sidst aflyst Hot Wit 'U single fra det samme album. Hun er med i Late Night with Jimmy Fallon i 2009, da hun ikke modtog en Grammy for sporet. Questlove, fra The Roots, havde medbragt sin Grammy for showet den aften og viste, at hun er ikke engang krediteret for awarden. Eve ville vinde sin egen i 2002. Hun medvirkede også med baggrundsvokal på sangen "Ain't Sayin' Nothin' New" fra samme album. I albummets noter er hun omtalt som Eve of Destruction.

## Diskografi
- Let There Be Eve...Ruff Ryders' First Lady (1999)
- Scorpion (2001)
- Eve-Olution (2002)
- Lip Lock (2013)

## Filmografi
| År        | Titel                               | Rolle                      | Noter                                                                               |
| --------- | ----------------------------------- | -------------------------- | ----------------------------------------------------------------------------------- |
| 2001–2005 | Saturday Night Live                 | Musical Gæst               | Episodes: "Renée Zellweger/Eve", "Nia Vardalos/Eve" & "Ashton Kutcher/Gwen Stefani" |
| 2002      | Barbershop                          | Terri Jones                |                                                                                     |
| 2002      | xXx                                 | J.J.                       |                                                                                     |
| 2003–2006 | Eve                                 | Michelle "Shelly" Williams | Ledene Rolle Co-Executive producer (21 episoder)                                    |
| 2003      | Third Watch                         | Yvette Powel               | Episode: "Second Chances"                                                           |
| 2003      | Charlie's Angels: Full Throttle     | Ny Angel                   |                                                                                     |
| 2003      | Spider-Man: The New Animated Series | Cheyenne Tate/The Talon    | Episode: "Keeping Secrets"                                                          |
| 2003      | XIII                                | Major Jones                | Stemme rolle                                                                        |
| 2004      | The Woodsman                        | Mary-Kay                   |                                                                                     |
| 2004      | Barbershop 2: Back in Business      | Terri Jones                |                                                                                     |
| 2004      | One on One                          | Ida                        | Episode: "It's a Mad, Mad, Mad, Mad Hip Hop World"                                  |
| 2004      | The Cookout                         | Becky                      |                                                                                     |
| 2005      | Red Nose Day                        | Sig selv                   | Episode: "Red Nose Day 2005"                                                        |
| 2005      | The Apprentice                      | Sig selv                   | Episode: "Bling It On"                                                              |
| 2008      | Flashbacks of a Fool                | Ophelia Franklin           |                                                                                     |
| 2009      | Numb3rs                             | La-La Buendia              | Episode: "Sneakerhead"                                                              |
| 2009      | Whip It!                            | Rosa Sparks                |                                                                                     |
| 2009      | Glee                                | Grace Hitchens             | Episodes: "Hairography" & "Sectionals"                                              |
| 2009      | Good Hair                           | Hendeselv                  |                                                                                     |
| 2010      | Dark Moon                           |                            | Short                                                                               |
| 2010      | 4.3.2.1 ... The Countdown Begins    | Latisha                    |                                                                                     |
| 2012      | Double Exposure                     | Actress                    | Episode: "A Monster with Two Heads"                                                 |
| 2011–2012 | Single Ladies                       | Herself                    | Episodes: "Pilot" & "I Didn't Mean to Turn You On"                                  |
| 2012      | Whitney                             | Britnee                    | Episode: "Something Old, Something New"                                             |
| 2012      | Wifed Out                           | Natalie                    |                                                                                     |
| 2013      | Bounty Killer                       | Bounty Killer              |                                                                                     |